# فرودگاه گروته ایلانت
فرودگاه گروته ایلانت (به انگلیسی: Groote Eylandt Airport) یک فرودگاه همگانی با کد یاتا GTE است که یک باند فرود آسفالت دارد و طول باند آن ۱۹۰۱ متر است. این فرودگاه در کشور استرالیا قرار دارد و در ارتفاع ۱۶ متری از سطح دریا واقع شده‌است.

## شرکت‌های هواپیمایی و مقصدهای پروازی
| شرکت‌های هواپیمایی | مقصدهای پروازی |
| ----------------- | -------------- |
| ایرنورث           | داروین، گو     |
| الیانس ایرلاینز   | چارتر: کنز     |